# Thiania abdominalis
Thiania abdominalis är en spindelart som beskrevs av Zabka 1985. Thiania abdominalis ingår i släktet Thiania och familjen hoppspindlar. Inga underarter finns listade i Catalogue of Life.